# August Bender
August Heinrich Bender, född den 2 mars 1909 i Kreuzau, död den 29 december 2005 i Düren, var en tysk läkare, SS-Sturmbannführer och dömd krigsförbrytare. 

## Biografi
Bender var läkare till yrket och medlem av NSDAP och SS från 1933.

### Buchenwald
Från augusti 1944 till den 11 april 1945 tjänstgjorde Bender som andre lägerläkare i koncentrationslägret Buchenwald. 

### Efter andra världskriget
I andra världskrigets slutskede greps Bender av amerikanska trupper i maj 1945. Tillsammans med Hans Schmidt, Hans Merbach, Albert Friedrich Schwartz, Max Schobert och Otto Barnewald, vilka också hade varit verksamma i Buchenwald, internerades Bender i det amerikanska krigsfångelägret i Bad Aibling i södra Bayern.
År 1947 ställdes Bender och 30 andra misstänkta krigsförbrytare inför rätta vid Buchenwaldrättegången. Han befanns skyldig till krigsförbrytelser och dömdes till 10 års fängelse, senare omvandlat till tre års fängelse, men frisläpptes från Landsbergfängelset redan 1948.
Från 1949 bodde Bender i Kelz i Nordrhein-Westfalen där han 1949–1988 arbetade som läkare.